# جوامع و اکوسیستم‌ها

## جوامع و اکوسیستم‌ها
جاندارانی را که در یک اکوسیستم زندگی می‌کنند، می توان در سه گروه تولید کننده، مصرف کننده و تجزیه کننده جای داد . این جانداران، همه با هم بک جامعه را تشکیل می دهند . جامعه ای که در هر اکوسیستم زندگی می‌کند، ویژهٔ همان اکوسیستم است . 

### گونهٔ شاخص و کنام
معمولاً در هر اکوسیستم یک یا چند گونهٔ ویژه از جانداران وجود دارد . مشخص‌ترین گونه ای که در هر اکوسیستم یافت می‌شود ، گونهٔ شاخص آن اکوسیستم نام دارد . گونهٔ شاخص اکوسیستم شهر انسان و گونهٔ شاخص یک جنگل کاج، درخت کاج است . 
در هر اکوسیستم، هر نوع جاندار یا خورده می‌شود یا جانداران دیگر را می خورد . 
به عبارت دیگر هر گونه جاندار جایگاه خاصی در هر زنجیرهٔ غذایی دارد. این جایگاه خاص را با در نظر گرفتن زیستگاه آن در بوم‌شناسی کنام می گویند . 

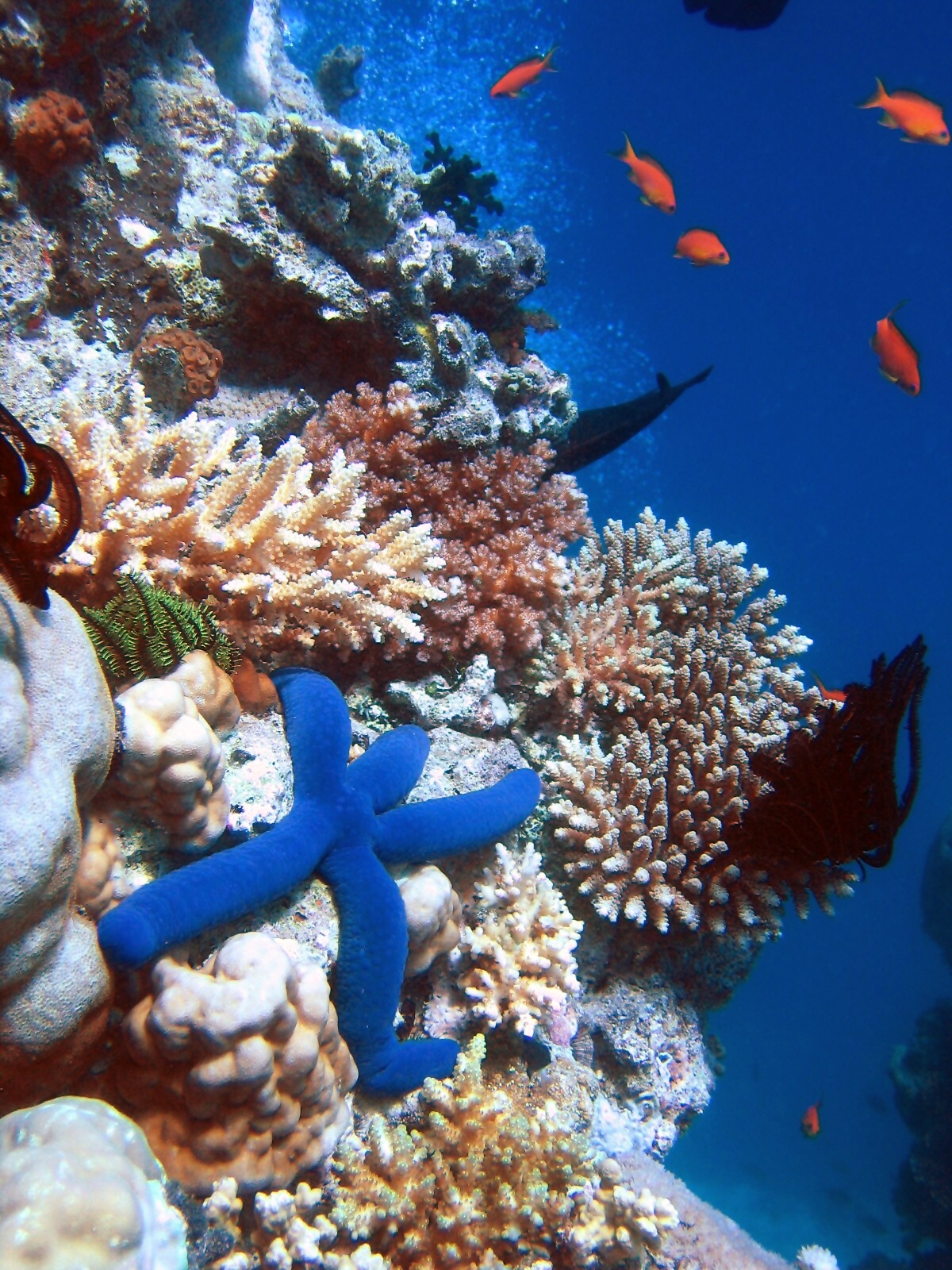
محیط طبیعی

## تغییرات زیستگاه‌ها
شرایط محیطی زیستگاه‌ها همیشه یک نواخت نیست. تغییر فصول باعث تغییر شرایط زیستگاه و در نتیجه فراوانی گونه‌های مختلف می‌شود . به طور مثال در فصل پاییز، برگ درختان جنگل‌های برگ ریز، می ریزد و جوانه‌های درختان خواب زمستانی خود را آغاز می‌کند . فراوانی گیاهان علفی نیز کاهش می یابد و بعضی پرندگان از آن جا به مناطق گرم تر مهاجرت می‌کنند . بعضی جانوران دیگر در این زمان خواب زمستانی خود را آغاز می‌کنند و دانه‌های گیاهان تا بهار سال بعد به صورت نهفته باقی می مانند . 
در بهار پرندگان مهاجر با دیگر باز می گردند، جوانه‌های درختان شروع به رویش می‌کنند و گیاهان علفی سر از خاک در می آورند . بهار فصل تولید مثل بسیاری از جانوران است . هوای گرم تر بهار و طول روزهای بلند تر آن باعث چنین تغییراتی می‌شود . 
تغییرات شبانه روزی نیز بر زیستگاه اثر می گذارد . معمولاً روزها گرم تر و روشن تر از شب‌ها است . تغییرات روزانه در جمعیت گونه‌ها را می توان در مناطق ساحلی که در معرض جزر و مد قرار دارند، به آسانی مشاهده کرد.

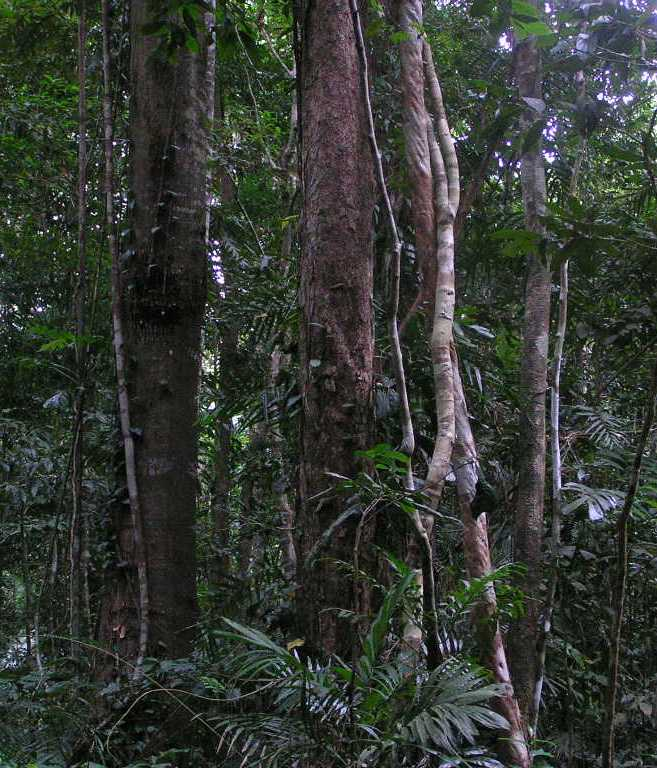
محیط طبیعی

## جایگزینی و توالی
سرزمینی بی آب و علف را در نظر بگیرید که به علت تغییر آب و هوا محیط آن مرطوب می‌شود و علف‌ها بر سطح این زمین شروع به رشد می‌کنند . هنگامی که جاندارانی برای اولین بار در محیط جدید استقرار می یابند، می گویند که آم جانداران در محل جدید جایگزین شده اند.
مدتی پس از جایگزینی گیاهان علفی در محیط جدید، بوته‌های بلند تر و سپس درختچه‌ها و سر انجام درختان برگ در آن جا جایگزین می شوند.مجموعه ای از تغییرات این چنینی را توالی می گویند.